# عماد البهات
عماد البهات (انگلیسی: Emad El Bahat؛ زادهٔ ۲۰ مهٔ ۱۹۷۰) کارگردان فیلم، و فیلم‌نامه‌نویس اهل مصر است. او همچنین در سمت دستیار کارگردان، در چند فیلم حضور داشته‌است.